# Požarilica
Požarilica je uređaj za paljenje požara. 
Glavni elementi požarilice su spremnik zapaljivog materijala i upaljač a samohodne požarilice posjeduju i pogonski sklop s kotačima. Kao zapaljivi materijal u spremniku obično se koristi benzina ili drugi naftni derivati, a sam spremnik je napravljen od plastičnih materijala kako bi pospješio širenje požara. 
Upaljač požarilice može biti kemijski (na temelju kiselina) ili električni i posjeduje mehanički osigurač kojim se sprječava slučajno aktiviranje. Požarilice se većinom koriste u vojne svrhe za uklanjanje veće šumske površine, dok je njihova civilna upotreba, zbog šteta koje izazivaju, zabranjena.